# Gabriel Francisco Junqueira
Gabriel Francisco Junqueira, primeiro barão de Alfenas, (Minas Gerais, 1782 — Minas Gerais, 13 de janeiro de 1868) foi um político, agricultor e pecuarista brasileiro.

## Biografia
Proprietário de diversas fazendas na atual microrregião de São Lourenço - uma delas, a fazenda de Campo Alegre, foi onde nasceu e deve ter tido as primeiras letras ali mesmo, pelo professor Luís Gomes e atualmente a fazenda Campo Alegre consiste num bairro de São Tomé das Letras. Gabriel Francisco Junqueira casou-se em 11 de junho de 1808, com Ignácia Constança de Andrade. Após a morte de sua esposa, em 27 de junho de 1858, foi seu inventariante. No inventário, constam várias fazendas dedicadas à agricultura e pecuária, além de grande quantidade de cavalos, gado e porcos - Gabriel Francisco foi quem começou a criação, seleção e desenvolvimento da raça manga-larga marchador. Mas o que impressiona é o expressivo número de escravos: 111 e o monte-mor (soma dos bens legados) de 327:219$100 (trezentos e vinte sete contos, duzentos e dezenove mil réis e cinco vinténs). Muito acima dos abastados fazendeiros da época. Esse inventário é muito interessante pois nos dá uma ideia dos usos e costumes do século XVIII. 
A Família Junqueira destacava-se não só pelos recursos econômicos de que dispunham seus membros, como também, em consequência destes, pelo poder e prestígio político propiciado, entre outros, pela eleição de Gabriel Francisco Junqueira. Com grande influência política, o Barão de Alfenas foi deputado federal do Parlamento Imperial em três legislaturas seguidas (1834-1837). , em 1831, na eleição para deputado na Assembleia Constituinte, encarnando as ideias liberais, Gabriel Francisco foi o escolhido para concorrer com o candidato do imperador Pedro I, o ministro José Antônio da Silva Maia, representante do conservadorismo Imperial. Derrotou-o fragorosamente por uma diferença de mais de 95% do votos. Com a derrota estrondosa de seu candidato, o Imperador entrou em depressão e essa derrota e mais o assassinato do jornalista Líbero Badaró, na província de São Paulo, foram fatores fundamentais para que abdicasse, em 7 de abril de 1831, em favor de seu filho. Desta forma, a eleição de Gabriel Francisco Junqueira foi um marco importante na história de nosso país pois consolidou os ideais liberais que iriam daí por diante dominar o Parlamento Imperial.
Envolveu-se na Revolta de Sorocaba, em 1842. Chegou a ser julgado diversas vezes, mas conseguiu ser absolvido em todas.O Barão de Alfenas faleceu em 18 de janeiro de 1868, aos 87 anos de idade. Foi enterrado na Igreja de São Tomé das Letras, que acabara de construir. Quando morreu, tinha o amor e o respeito de toda a família, o qual nos foi passado por tradição através de gerações, e um enorme prestígio político por sua liderança liberal e pelos inúmeros serviços prestados a Minas e à Nação.

## Casamento
No ano de 1808, data da vinda da família real portuguesa para o Brasil, casou-se Gabriel Francisco, no dia 11 de junho, com Inácia Constança de Andrade, filha de José de Andrade Peixoto e de Mariana Vitória do Nascimento. Esta senhora, de alta linhagem, descendia de importantes desbravadores do Brasil, dentre os quais o bandeirante Antônio Raposo Tavares, Baltazar de Moraes de Antas e Estevão Ribeiro Baião Parente.
Ignacia era neta paterna de filho de Antonio de Brito Peixoto e Maria de Moraes Ribeira e neta materna de João Gonçalves de Mello e de Ana Quitéria de Souza. Maria de Moraes Ribeira era filha de Teresa de Moraes e de André do Valle Ribeiro (progenitores da ilustre Família Ribeiro do Valle). Teresa de Moraes era filha de Antonio Vieira e Francisca de Macedo. Este casal era natural de São Paulo, nascidos por volta de 1660 e já casados em 1686, foram um dos mais importantes troncos de São João del Rei, sendo um dos primeiros casais residentes, onde deixaram grande e ilustre descendência. Já Teresa de Moraes era filha do Coronel Carlos de Moraes Navarro (nascido por volta de 1633 e falecido em 1672 - filho de Pedro de Moraes Madureira e Ana Pedroso de Moraes) e de Maria Raposo Tavares, filha do poderoso bandeirante Antônio Raposo Tavares e de Beatriz Bicudo (ou Beatriz Furtado de Mendonça).
José de Andrade Peixoto era irmão de um dos líderes da Inconfidência Mineira, Inácio José de Alvarenga Peixoto, idealizador da bandeira dos inconfidentes, hoje a bandeira do Estado de Minas Gerais.

## Títulos nobiliárquicos e honrarias
Barão de Alfenas
Pelo Decreto de 11 de outubro de 1848, o Imperador D. Pedro II, reconhecendo seus méritos pelos inúmeros serviços prestados à Nação, outorgou a Gabriel Francisco Junqueira, o título de Barão de Alfenas. O título faz referência à cidade mineira de Alfenas.
Comendador da Imperial Ordem de Nosso Senhor Jesus Cristo.